# Dieter Galas

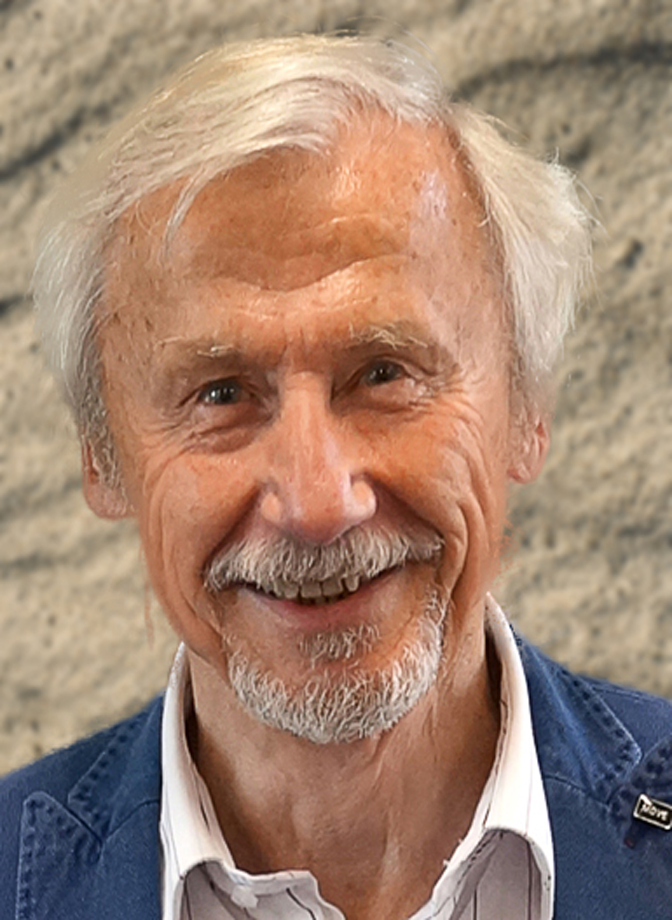
Dieter Galas

Dieter Galas (* 18. Juli 1937 in Wilhelmshaven) ist ein deutscher Schulpolitiker und Autor eines Schulrechtskommentars.

## Leben

### Ausbildung und Beruf
Galas studierte nach dem Abitur und dreijährigem Dienst in der Bundeswehr Geographie und Mathematik an der Universität Hannover mit anschließender Promotion zum Dr. rer. nat. im Jahr 1967. Nach der wissenschaftlichen Ausbildung trat Galas in den Schuldienst ein und war von 1975 bis 1990 Schulleiter an der IGS Langenhagen.
Mit der Übernahme der Landesregierung in Niedersachsen durch ein Bündnis von SPD und Grüne wurde Dieter Galas 1990 Leiter des Ministerbüros in dem von Rolf Wernstedt (SPD) geführten Kultusministerium. Von 1991 bis 1998 war er Leiter der Schulabteilung und von 1998 bis 2002 Leiter der Abteilung „Schulformübergreifende Angelegenheiten, Aus- und Fortbildung der Lehrkräfte, Kirchen“. Zwischen 2001 und 2004 hatte er einen Lehrauftrag im Fachbereich Erziehungswissenschaften der Universität Hannover.

### Gewerkschaftsarbeit
Dieter Galas war von 1973 bis 1983 Landesvorsitzender der Gewerkschaft Erziehung und Wissenschaft (GEW) in Niedersachsen. In dieser Funktion organisierte er 1979 den ersten Lehrerstreik Niedersachsens seit Bestehen der Bundesrepublik verbunden mit der Forderung, die Wochenarbeitszeit für Lehrer zu verkürzen. Neben Niedersachsen beteiligten sich auch Hamburg und Hessen am Arbeitskampf der in der Regel im Beamtenverhältnis tätigen Lehrer. Der niedersächsische Kultusminister Werner Remmers, der schon allein im Aufruf zum Arbeitskampf einen Verstoß gegen beamtenrechtliche Treuepflichten sah, hat daraufhin Dieter Galas kurzfristig vom Schuldienst suspendiert. In der Zeit von 1980 bis 1984 war Galas 1. stellvertretender Bundesvorsitzender der GEW.

### Politik
Bis zu seinem beruflichen Wechsel in die niedersächsische Landesregierung im Jahr 1990 war Galas als Kommunalpolitiker und Vorsitzender der SPD-Ratsfraktion der Stadt Langenhagen tätig. Thematischer Schwerpunkt seines politischen Engagements auf Landesebene war und ist die Schulpolitik. Sein besonderes Engagement gilt den Gesamtschulen und ihrem schulrechtlichen Status. Auch nach seinem Ausscheiden aus dem Kultusministeriums war Galas bis 2013 als Bildungspolitischer Berater der SPD-Landtagsfraktion aktiv. Er gehörte zudem dem Rundfunkrat des NDR an und war im Beirat für Fragen der Inneren Führung beim Bundesminister der Verteidigung.
Dieter Galas gehörte zu den Initiatoren des „Volksbegehren für gute Schulen“, welches von 2009 bis 2012 durchgeführt wurde. Hauptforderungen an die CDU/FDP-geführte Landesregierung waren die Rückkehr zum Abitur nach dreizehn Schuljahren sowie die Erleichterung der Gründung von Gesamtschulen durch Senkung der gesetzlichen Anforderungen an deren Mindestgröße. Im Jahr 2011 hat sich der Niedersächsische Staatsgerichtshof in Bückeburg mit dem Volksbegehren befasst, weil die Landesregierung es für in Teilen nicht zulässig befand. Durch einen Vergleich zwischen den Parteien wurde der Streit beendet und das Volksbegehren für uneingeschränkt zulässig erklärt. Bis Januar 2012 haben rund 255.000 wahlberechtigte Bürgerinnen und Bürger durch ihre Unterschrift das Volksbegehren unterstützt. Damit konnte das in Landesverfassung geforderte Quorum von zehn Prozent der zum Landtag Wahlberechtigten zwar nicht erfüllt werden (rd. 608.000 Personen), allerdings hat das Volksbegehren politisch einen Reformprozess initiiert, in dessen Ergebnis die Forderungen letztlich umgesetzt wurden.
Im Juli 2022 hat Dieter Galas eine Petition eingereicht, in der er die Forderung erhoben hat, das Schulgesetz zu ändern und „bekenntnisfreie Schulen“ zu ermöglichen. Eine Schule ist nach dem Grundgesetz (Art. 7 Abs. 3 Satz 1 GG) dann „bekenntnisfrei“, wenn sie nicht mehr dazu verpflichtet ist, einen nach den unterschiedlichen Religionen differenzierten konfessionellen Unterricht anzubieten. Den konkreten Antrag, bekenntnisfrei unterrichten zu wollen, solle die Schule selbst in Abstimmung mit dem Schulträger stellen. Statt in Religion sollten alle Schülerinnen und Schüler – unabhängig von der Glaubenszugehörigkeit – im Pflichtfach „Werte und Normen“ unterrichtet werden. Der Vorteil bestünde darin, dass der Klassenverband nicht mehr aufgeteilt werden müsste. Zudem würde die Einführung bekenntnisfreier Schulen dem gesellschaftlichen Trend einer „zunehmenden Entkirchlichung, Säkularisierung und Pluralisierung“ Rechnung tragen. Der Petitionsausschuss des Landtages hat die Petition im Februar 2023 beraten. Auf dessen Empfehlung hat der Landtag im März 2023 beschlossen, der Petition nicht zu folgen. In einem Beitrag in der Zeitschrift „Schulverwaltung – Fachzeitschrift für Schulentwicklung und Schulmanagement“ hat Dieter Galas seine Vorstellungen zur Ermöglichung bekenntnisfreier Schulen konkretisiert.
Aufgrund seiner Engagements in der niedersächsischen Landespolitik wurde Galas von der SPD Niedersachsen als Mitglied der 14. Bundesversammlung berufen.

### Autorentätigkeit
Dieter Galas fungiert auch nach seinem Ausscheiden aus dem aktiven Dienst als Ministerialdirigent a. D. im niedersächsischen Kultusministerium als Mitautor des Schulrechtskommentars „Niedersächsisches Schulgesetz“. Der mittlerweile in der 12. Auflage erschienene Kommentar (Stand 2023) behandelt im Schulalltag häufig auftretende Fragen und richtet sich u. a. an Schulleitungen und Lehrkräfte sowie an Mitarbeiter in der Landesschulbehörde bzw. den Schulämtern der Gemeinden und Landkreise. Die Kommentierungen zum niedersächsischen Schulgesetz werden ergänzt durch Hinweise auf die ergangenen Rechts- und Verwaltungsvorschriften sowie auf die hierzu veröffentlichte Literatur.